# Ben Parker
Benjamin "Ben" Parker, também conhecido como tio Ben, é um personagem coadjuvante das histórias do Homem-Aranha. Ele foi criado pelo escritor Stan Lee e pelo artista Steve Ditko. Inspirado em Benjamin Franklin, este personagem tem um papel mítico e influente em toda a mitologia do Homem-Aranha.

## Publicação
Tio Ben apareceu pela primeira vez em Amazing Fantasy #15 (agosto de 1962) e foi assassinado na mesma edição. Apesar de sua história como um personagem coadjuvante ter sido muito breve, o tio Ben ainda é uma figura presente na vida do Homem-aranha, muitas vezes aparecendo em flashbacks.

### Notabilidade da morte
O assassinato do tio Ben é notável como uma das poucas mortes de quadrinhos (juntamente com a morte de Gwen Stacy) que nunca foi revertida em termos de continuidade oficial. Ele era um membro do "Big Three", referindo-se também para Jason Todd (um associado do Batman) e Bucky (um associado do Capitão América) cujas mortes notáveis deram origem à frase "Ninguém nos quadrinhos permanece morto, exceto para Bucky, Jason Todd e tio Ben ". Mais tarde, a ressurreição de Bucky e Jason em 2005 conduziram à emenda "Ninguém nos quadrinhos permanece morto, exceto o tio Ben". A morte violenta de Ben, cometida por um criminoso urbano comum, também apresenta várias semelhanças com a morte de Thomas e Martha, os pais de Bruce Wayne, que às vezes estão incluídos no ditado.
Houve exemplos de Ben permanecendo vivo em linhas de tempo alternativas, incluindo histórias em destaque na Marvel What If (um dos quais ele força Peter a se desmascarar na frente de J. Jonah Jameson), e um enredo de uma série de histórias em quadrinhos do Homem-Aranha, de 1994, destaca um universo no qual Ben nunca tinha morrido, e Peter Parker tornou-se um industrial bem sucedido, nunca tendo realmente se preocupado em usar seus poderes de forma responsável como tudo parecia sempre funcionar para ele. Este fato é usado para derrotar o furioso Spider-Carnage, expondo-o à pessoa que ele vai confiar e ouvir: o tio Ben dessa realidade.
A linha temporal da história na série oficial Friendly Neighborhood Spider-Man aparentemente sugeriu que Ben poderia estar vivo. Este Ben, no entanto, era realmente de um universo paralelo, onde a tia May morreu em um acidente fortuito, deixando-o a cuidar de Peter. Nessa realidade Ben veio para o planeta Terra regular (a terra-616), como parte de um plano maligno elaborado pelo Duende Macabro do ano de 2211 para derrotar os Homens-Aranha de diferentes eras.

## Biografia ficcional do personagem
Ben Parker nasceu no bairro do Brooklyn em Nova York. Ele treinou para ser um policial oficial militar. Ele foi cantor por um tempo em uma banda. Ele conheceu sua futura esposa, May Reilly, ainda nos tempos de escola, mas ela, por sua vez ficou ingenuamente interessada em um rapaz que estava envolvido em atividades criminosas. Quando ele veio a ela uma noite e se propôs a ela no local, Ben estava lá para expô-lo como um assassino e para consolar o coração partido de May quando o rapaz fora preso. Seu namoro evoluiu para paixão e eles desfrutaram de um casamento feliz. Quando o irmão mais novo de Ben, Richard Parker, e sua esposa, Mary, morreram em um acidente de avião, o agora orfão Peter Parker foi deixado sob a guarda dos tios.
Ben era muito protetor, chegando a enfrentar alguns valentões que atormentavam seu sobrinho. Peter fez amizade com Charlie Weiderman na escola, um adolescente ainda mais impopular do que ele. No entanto, Charlie muitas vezes provocava problemas com os outros adolescentes. Um dia, ele foi perseguido até a casa dos Parker por um grupo de agressores liderados por Rich, porém o tio Ben interveio. Ben disse a eles que, se queriam Charlie, teriam de passar por cima dele. Rich tentou, mas foi surpreendido pelo treinamento em combate que Ben tinha aprendido no exército. Assim que os valentões foram embora, Ben disse a Charlie que ele não era bem-vindo em sua casa e deveria ficar longe de Peter.
No colégio, a picada de uma aranha radioativa deu a Peter poderes sobre-humanos. Criando a identidade fantasiada do Homem-Aranha para si mesmo, Peter procurou primeiro explorar seus poderes recém-descobertos como um lutador mascarado e, em seguida, como uma estrela de televisão. Depois de uma aparição na televisão, o Homem-Aranha viu um ladrão sendo perseguido por um guarda de segurança. O guarda pediu que o Homem-Aranha parasse o ladrão, mas o nascente herói recusou-se, argumentando que pegar criminosos não era seu trabalho.
Quando Peter mais tarde voltou para casa, foi informado por um policial que seu tio Ben havia sido morto por um ladrão. Indignado, ele vestiu seu uniforme e capturou o homem e, para seu horror, percebeu que era o mesmo ladrão que ele poderia ter capturado sem esforço no estúdio. Em consequência disso, Peter considera-se moralmente responsável pela morte de Ben e resolve lutar contra o crime como um super-herói, idealizando que com grandes poderes vêm grandes responsabilidades e jurando nunca deixar outro inocente se prejudicar.
A morte de Ben Parker foi verdadeiramente vingada quando o ladrão regressou à procura de dinheiro, ameaçando tia May. No entanto, o marginal morreu de um ataque cardíaco ao ver que seu antigo inimigo Homem-Aranha e Peter Parker eram a mesma pessoa.

## Em outras mídias

### Desenhos Animados
- Tio Ben aparece na série Spider-Man, de 1966. No episódio "A Origem do Homem-Aranha".
- Tio Ben é mencionado na série de 1981 do Homem-Aranha. No episódio "Arsênico e Tia May", Ben é usado como um disfarce do Camaleão para aterrorizar May.
- Tio Ben também aparece em Homem-Aranha e Seus Amigos, dublado por Frank Welker. No episódio "Along Came Spidey".
- Tio Ben também aparece em Homem-Aranha: A Série Animada, dublado por Brian Keith nos episódios "A ameaça de Mysterio", "A Agenda Mutante" e "Guerras da aranha". Ele é visto como um espírito ou em flashbacks falando com Peter Parker, sempre que seu sobrinho fica frustrado com as escolhas difíceis que tem que tomar como o Homem-Aranha.
- Em Homem-Aranha: Ação Sem Limites, tio Ben é apenas mencionado brevemente no 1° episódio "Worlds Apart" [Part One].
- Em The Spectacular Spider-Man, dublado por Edward Asner. Seu caráter é fiel aos quadrinhos. Ele é destaque em flashbacks no episódio "Intervention" onde é revelado que ele morreu ao tentar defender sua esposa May de um assaltante que Peter egoísticamente deixou escapar. Depois que Peter descobre que Ben foi assassinado por um ladrão que invadiu a casa dele e roubou o carro de Ben, Peter furiosamente procurou vingança, vestiu seu uniforme e confrontou o ladrão em um antigo armazém. O Homem-Aranha desmascarou o assassino de seu tio, percebendo que era o mesmo ladrão de antes, Peter o deixa cair mas acaba segurando-o com sua teia deixando que a polícia o prenda, depois inspirado pela frase do tio: "Com grandes poderes, vem grandes responsabilidades", Peter promete usar esses poderes para ajudar as pessoas e nunca se colocar diante de ninguém e nunca deixar outra pessoa inocente vir a se prejudicar.
- Tio Ben é destaque em Ultimate Homem-Aranha, dublado por Greg Grunberg (em "Strange"), e por Clancy Brown (em "Return to the Spider-Verse - Pt. 2").
- Aparece em alguns flashbacks em  Marvel's Spider-Man

### Filmes
- Ben Parker é interpretado pelo ator Cliff Robertson, na trilogia de filmes dirigidos por Sam Raimi, Homem-Aranha, Homem-Aranha 2 e Homem-Aranha 3.
- Tio Ben dessa vez é interpretado por Martin Sheen em O Espetacular Homem-Aranha lançado em 2012.
- Ben Parker é interpretado por Adam Scott no Universo Homem-Aranha da Sony, no filme Madame Teia lançado em 2024.